# (2251) Tikhov
(2251) Tikhov est un astéroïde de la ceinture principale.

## Description
(2251) Tikhov est un astéroïde de la ceinture principale. Il fut découvert le 19 septembre 1977 à Naoutchnyï par Nikolaï Tchernykh. Il présente une orbite caractérisée par un demi-grand axe de 2,71 UA, une excentricité de 0,15 et une inclinaison de 7,4° par rapport à l'écliptique.

## Compléments